# Immeuble du 54 rue Saint-Pierre à Caen
L'Immeuble du 54 rue Saint-Pierre à Caen est un édifice situé à Caen, dans le département français du Calvados, en France. Il est classé au titre des monuments historiques.

## Localisation
Le monument est situé au no 54 rue Saint-Pierre, principal axe du centre-ville ancien de Caen. Il est accolé au no 52, également classé au titre des monuments historiques.

## Historique
La maison aurait été construite pour Michel Mabrey, mort entre 1515 et 1518. Ce membre d'une grande famille bourgeoise caennaise possédait en effet une fortune conséquente grâce à son mariage avec Marion, fille et héritière de Guillaume Abelin, l'un des principaux financiers caennais du troisième quarter du XVe siècle. Procureur du roi sur le fait des aides en l'élection de Caen, bedeau de la faculté de théologie de l'université de Caen, il est élu échevin en 1509. C'est probablement aux environs de cette date qu'il se fait construire cette maison. Les armoiries de la famille Malbrey (d'azur au chevron d'or accompagné de deux couronnes du même chef et d'une merlette aussi d'or en pointe) sont encore visibles au sommet du potelet qui ferme à droite la fenêtre du second étage. Lors des travaux de restauration de 2017-2018, le chêne utilisé pour la construction des deux maisons des nos 52-54 a été daté à 1513 grâce à la technique de la dendrochronologie.
L'encorbellement est interdit en Normandie en 1524.
La maison reste dans les mains de famille Malbrey jusqu'en 1620, date à laquelle Thomas Malbrey, seigneur de Raumont, la vend à Geoges Le Sueur, seigneur de la Fontaine. De 1678 à la fin du XVIIIe siècle, elle appartient à la famille Vivaire du Désert.
Au début du XIXe siècle, le pignon est essenté et les fenêtres perdent leurs meneaux et croisillons. En 1886, la façade est restaurée. Le sculpteur Raoul Douin restitue alors la division des deux fenêtres du deuxième étage. 
La façade sur rue et la toiture sont classées au titre des monuments historiques depuis le 24 juin 1947.
La façade est à nouveau restaurée en 2017-2018.

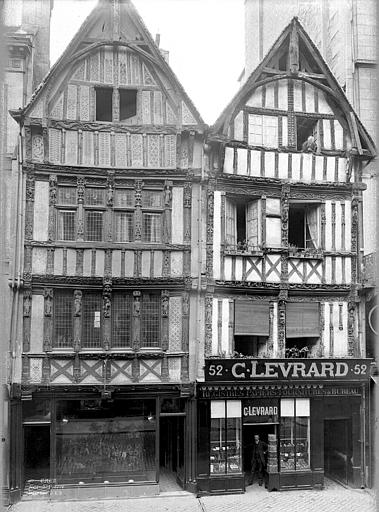
Photographie par Jean-Eugène Durand, après la restauration de 1886
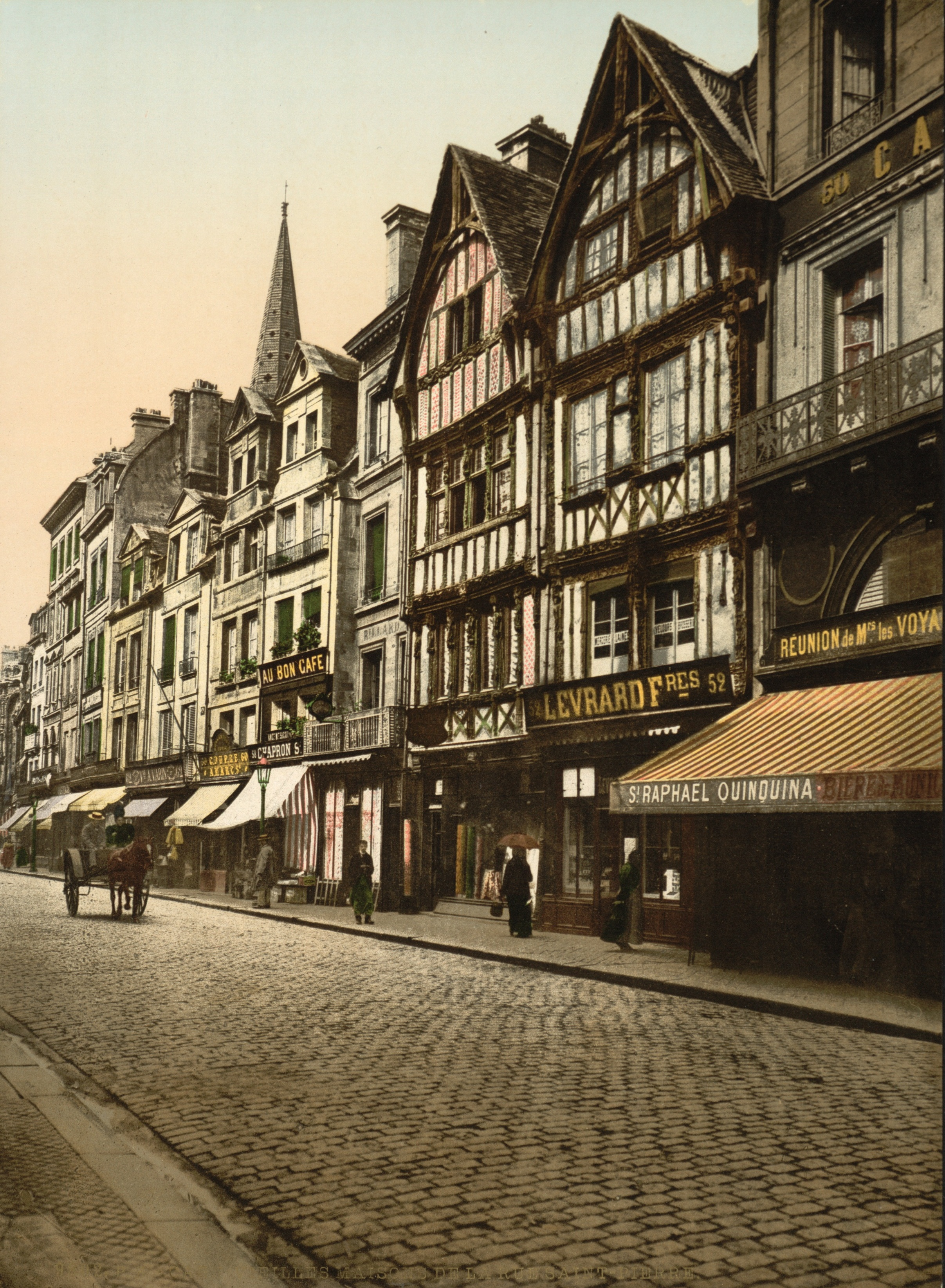
Vue ancienne de la rue Saint-Pierre
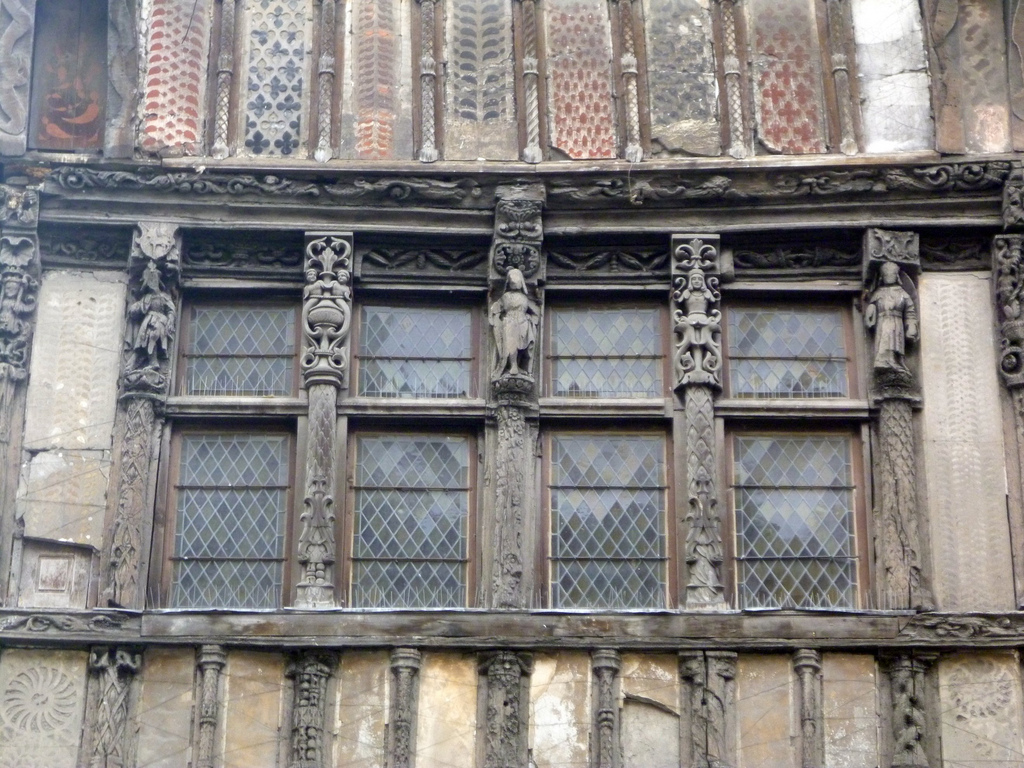
Détail des fenêtres du deuxième étage, avant la restauration de 2017-2018

## Architecture
La façade est à pans de bois, torchis et brique.
Contrairement à la maison du no 52, les hourdis sont traités en polychromie. Les espaces séparant les pièces de bois sont en effet remplis par des plaques de plâtre estampées suivant différents dessins afin de former des creux, d'environ un centimètre de profondeur remplis de pâte de mastics colorés en rouge, noir, jaune, brun et bleu. Ce décor polychromique a été restauré en 2017-2018. Par ailleurs, la façade est plus richement ornée par des sculptures de bois, mêlant motifs religieux mais aussi éléments de motifs « qui annoncent la Renaissance ». Les sablières sont ornées de frises de végétaux et d'animaux. Les poteaux et potelets des premiers et deuxièmes étages sont décorés de pinacles couronnés par des statuettes en ronde-bosse : au centre du premier étage, saint Michel terrassant le dragon ; de part et d'autre, saint Pierre tenant les clés du paradis, saint Joseph, Jésus et la Vierge à l'Enfant surmontée par un homme et une femme en prière qui pourraient être les propriétaires de la maison. Lors de la restauration des années 2010, les éléments sculptés sont peints en rouge comme à l'origine.
Le reste de l'édifice est en pierre de Caen.
Les contrats de vente du XVIIe siècle nous permettent de connaître l'organisation originelle de la maison. Comme cela est souvent le cas, une porte sur la rue ouvre sur une allée qui longe la boutique du rez-de-chaussée. Cette allée conduit à une salle ou une arrière-boutique à l'arrière du bâtiment. Un escalier disposé dans une tour élevée à l'angle de la cour permet de rejoindre les niveaux supérieurs qui abritent chacun deux chambres.